# Богољуб Недељковић
Богољуб Недељковић (Горње Село, 3. септембар 1920 — Београд, 22. април 1986) је био учесник Народноослободилачке борбе и друштвено-политички радник СФР Југославије, СР Србије и САП Косова.

## Биографија
Рођен је 3. септембра 1920. године у Горњем Селу код Призрена. Завршио је Високу привредну школу у Загребу. Учесник је Народноослободилачке борбе, а члан Комунистичке партије Југославије постао је 1942. године.
После рата био је секретар Среског комитета КПЈ, помоћник директора „Трепче“, директор Рударског басена „Ајвалија“, генерални директор Комбината косовских лигнита у Обилићу, секретар Општинског комитета СК у Урошевцу и директор ЖТП Косово Поље. Биран је стално у руководства друштвено-политичких организација на нивоу општине и Покрајине.
Био је и члан Покрајинског комитета СК, Покрајинске конференције Социјалистичког савеза радног народа Косова, Централног комитета СКЈ, те члан и председник Председништва Републичког већа Савеза синдиката Србије.
Од маја 1974. до маја 1978. године био је председник Извршног већа Скупштине САП Косова. Од 1982. до 1983. године био је председник Већа Савеза синдиката Југославије.
Умро је 22. априла 1986. године у Београду.